# Wach (Fluss)
Der Wach (russisch Вах) ist ein 964 km langer rechter Nebenfluss des Ob in Sibirien (Russland, Asien).

## Verlauf
Der Wach entspringt im Bereich der Wasserscheide von Ob, Jenissei und Tas im Osten des Westsibirischen Tieflands und durchfließt auf seiner gesamten Länge stark mäandrierend die dünnbesiedelten Taigagebiete im Osten des Autonomen Kreises der Chanten und Mansen/Jugra. Etwa 15 km oberhalb von Nischnewartowsk mündet der hier etwa 300 m breite und 5 m tiefe Wach in den Ob. Die Fließgeschwindigkeit in Mündungsnähe beträgt 0,5 m/s.

## Hydrographie
Das Einzugsgebiet umfasst 76.700 km². Es bildet den Siedlungsraum der östlichen Gruppe der Chanten. Die mittlere monatliche Wasserführung bei Lobtschinskoje (im Mittellauf, 253 km oberhalb der Mündung) beträgt 540 m³/s (Minimum im März: 187 m³/s, Maximum im Juni: 1.679 m³/s).

## Infrastruktur und Wirtschaft
Der Wach ist bis zur Mündung des Nebenflusses Sabun (Сабун) schiffbar (432 km; dazu kommen beim Sabun 6 km von der Mündung aufwärts bis zum Dorf Larjak). Die wichtigsten Nebenflüsse des Wach sind Kulynigol (Кулынигол), Sabun und Kolikjogan (Коликъёган; 253 km bis zu Anlegestelle Podbasa schiffbar) von rechts sowie der Große Megtygjogan (Большой Мегтыгъёган) von links.
Im Bereich des Wach-Unterlaufes werden bedeutende Erdöl-Lagerstätten, wie das Samotlor-Erdölfeld, ausgebeutet. Hier liegt am rechten Flussufer unweit der Mündung die Siedlung städtischen Typs Islutschinsk, ein Vorort von Nischnewartowsk und mit 16.400 Einwohnern einzige größere Ansiedlung am Fluss. Eine Straßenbrücke südlich Islutschinsk im Verlauf der Verbindung von Nischnewartowsk nach Streschewoi in der benachbarten Oblast Tomsk wurde 2014 fertiggestellt (60° 56′ 7,6″ N, 76° 53′ 24,2″ O).